# أوسكار بوليدو
أوسكار بوليدو (بالإسبانية: Óscar Pulido)‏ هو ممثل مكسيكي، ولد في 2 فبراير 1906 بمدينة مكسيكو في المكسيك، وتوفي بنفس المكان في 23 مايو 1974.

## وصلات خارجية
- أوسكار بوليدو على موقع IMDb (الإنجليزية)
- أوسكار بوليدو على موقع قاعدة بيانات الفيلم (الإنجليزية)